# Intendencia de Asuncion
La Intendencia Municipal de Asunción, popularmente conocida como Municipalidad de Asunción, es el órgano que ejerce el poder ejecutivo en la ciudad de Asunción, capital de Paraguay.

## Antecedentes
Con la guerra contra la Triple Alianza finalizada, el 1 de marzo de 1870, marco la ruptura del Régimen Municipal de la Ciudad de Asunción, que se mantuvo vigente con interrupciones y variaciones durante casi cuatro siglos.
Atrás quedó la historia iniciada con la fundación del Fuerte en la Loma Cabará (Plaza Comuneros) donde el 15 de agosto de 1537, en la orilla izquierda del río Paraguay, se fundó la Ciudad y puerto de Santa María de la Asunción. Ciudad que había sido el centro político de la toma de decisiones de los sucesos del 50% del territorio americano. En su Cabildo se habían redactado las primeras ordenanzas que rigieron la vida de los vecinos y de medio continente.
Hubo decisiones de la realeza, que le imprimieron democracia en un mundo en el cual no existía semejante bien. Por cédula real del 12 de setiembre de 1537, a apenas días de construirse el Fuerte, el Rey Carlos V había concedido a sus habitantes el derecho de nombrar gobernador – en caso de fallecimiento por elección popular, lo que en ciertos tramos de su historia le dio carácter de ciudad libertaria.
En 1539, había sido nombrado el capitán Juan de Salazar y Espinoza, como alcalde de primer voto, justamente con dos regidores, quienes se constituyeron en la Primera Junta Municipal de Asunción, por elección.
El 16 de setiembre de 1541 se redactó la primera Ordenanza, primer documento político de la ciudad, que creó el Cabildo y Regimiento de la Ciudad de Asunción, que transformó en fuerte en ciudad.
Por ser esta la Capital de la Provincia Gigante de las Indias, todo lo que ocurrió en trescientos esos casi cuatrocientos años, se resolvió en el Cabildo, órgano consultivo del gobernador de la Provincia, continuado después por los Presidentes: Gaspar de Francia, Carlos Antonio López y Francisco Solano López.
La Municipalidad de Asunción, se inicia con la integración de la Junta Municipal en 1869 y con la creación de las Municipalidades, dispuesta en la Constitución de 1870. Francisco Casabianca Moretti fue la primera persona en ocupar el cargo de intendente.
El 22 de agosto de 1869, fue constituida la Primera Junta Municipal de la ciudad. Los documentos publicados existen desde 1879 en el Archivo de la Biblioteca de la Junta Municipal de Asunción.

## Gobierno
A diferencia de los 17 departamentos que conforman la República del Paraguay, la Comuna Asuncena  es un Distrito Capital, que es el asiento de los poderes del Estado.  Es gobernada por un intendente electo de forma directa en elecciones simultáneas con el resto de municipios del país. A su vez, la estructura municipal, está conformada por una junta municipal que ejerce las funciones de un cuerpo legislativo.
Las atribuciones y poderes del municipio asunceno están establecidas en la LEY. N.º 3966/10 Ley Orgánica Municipal 

## Gabinete
El gabinete municipal está conformado por el Intendente, el Secretario General y las autoridades de las respectivas direcciones municipales. 

## Descentralización
La ciudad de Asunción, constituye un municipio independiente de cualquier otro departamento de la República del Paraguay, desde el año 1993. 

## Escudos oficiales
El actual escudo de la Municipalidad de Asunción es el que instauró la Ordenanza 208/01.